# باغ پرندگان شیراز
باغ پرندگان شیراز، پارکی در شیراز است که در آن ۲ هزار پرنده با ۳۰۰ گونه مختلف از ۴۲ کشور آفریقایی، اروپایی و آسیایی وجود دارند. از این تعداد ۳۰۰ تا سخنگو می‌باشند.
این باغ در بلوار دکتر حسابی شیراز (صنایع)، روبه روی گلدشت حافظ، کوچه باغ پرندگان قرار داشت اما در سال ۱۳۹۲ با بارش برف شدید و از بین رفتن اکثر گونه‌های جانوری، «این مکان تعطیل شد» و مسولین اداره کنندهٔ این باغ در حال راه اندازی باغی با همین امکانات و شرایط در مکانی دیگر در شهر شیراز هستند.